# Karin Thürig
Karin Thürig (Rothenburg (Lucerna), 4 de julho de 1972) é uma ciclista de pista profissional suíça e triatleta. Venceu as edições de 2004 e 2005 do Campeonato Mundial UCI de pista na prova contrarrelógio feminino. Em 2001, ficou em segundo lugar no Campeonato Mundial de Triatlo Ironman 70.3.
É medalhista de bronze em Atenas 2004 e Pequim 2008 no contrarrelógio individual.